# 艾因巴布什區
35°56′28″N 7°11′08″E / 35.9412°N 7.1856°E
艾因巴布什區（阿拉伯语：‎），是阿爾及利亞的行政區，位於該國東北部，由烏姆布瓦吉省負責管轄，首府設於艾因巴布什，面積322平方公里，2008年人口18,896，人口密度每平方公里59人。